# 出湯温泉
出湯温泉（でゆおんせん）は、新潟県阿賀野市（旧国越後国）にある温泉。周辺の今板温泉、村杉温泉と併せて五頭温泉郷（ごずおんせんごう）を構成している。
五頭（ごず）連峰西側の山裾（やますそ）に位置し、五頭連峰県立自然公園（日本森林浴100選に選ばれている）に含まれる。古くから湯治場として知られる静かな温泉地。周辺に白鳥の渡来する「瓢湖」、登山を楽しめる「五頭山」、森林浴・キャンプ・川遊びを楽しめる「県民いこいの森」、ゴルフ場などが点在する。

## 泉質
- 単純弱放射能冷鉱泉(ラジウム温泉) (中性低張性冷鉱泉)[2]
- 源泉温度18.1度[2]。

アトピー性皮膚炎に効果がある湯として全国に知られ、治療に訪れた人たちの中で、定住者も多い。

## 温泉街
五頭山の山麓に温泉街が広がる。出湯温泉のゲートをくぐるとその道の先には華報寺（けほうじ）が見える。出湯温泉はその華報寺を中心にかたちづくられている珍しい地形である。江戸・明治・大正・昭和期と参拝・湯治客が後を絶たなかったため、華報寺までの参道は中心に追い越し禁止線のある県道である。宿泊施設は5軒存在する。
共同浴場は2軒、「出湯共同浴場」と「華報寺共同浴場」（正式名称｢漲泉窟（ちょうせんくつ）」）が存在する。また出湯共同浴場の側には露天風呂のみの共同浴場も存在する。
また、村杉温泉とともにTV番組の温泉興し企画で作られた露天風呂は2002年に作られ、2006年10月に閉鎖された。

## 歴史
開湯は809年である。弘法大師空海が錫杖をついて湧出させたという開湯伝説が残る、新潟県内で最も古い歴史がある温泉。鎌倉時代には幕府に温泉税を納めていた。江戸時代に見る温泉番付「諸国温泉功能鑑」に「越後出湯の泉」として記されている。｢漲泉窟」は江戸時代、徳川幕府の直轄領「天領」だったが、江戸時代の終わりと共に国から払い下げがあり、源泉の周りの家々7軒が「七軒衆（しちけんしゅう）」という組織を形成し、源泉を引き継ぐこととなった。その後、七軒衆の内、一番公共性があるということで、華報寺が代表で管理をし、七軒衆が温泉業を営む権利を持っている。
- 縄文時代 - 縄文時代の土器数点発掘されたことから、有史以前に温泉があり原住民が住みついていた可能性が高い。
- 奈良時代 - 天平5年（734）行基菩薩来村。海満寺（かいまんじ）（現：出湯 華報寺（けほうじ））創立。羽黒 優母尊製作。
- 平安時代 - 大同4年（809）弘法大師空海 来村。五頭山 開山。
- 1132年 - 出湯温泉のある笹神地域は当時「白河庄」と称され、藤原九條家に伝領された。九條家の命を受け城 長茂が開発領主に入る。この頃、藤原九條家の菩提寺京都：東福寺の関係から僧侶を招き海満寺が創建された説が有力である。当初より温泉は利用されていたようである。
- 鎌倉時代 - 城 長茂一族に変わり源頼朝の命を受け伊豆の豪族 大見 家秀が「白河庄」の地頭にはいる。海満寺、大見氏の菩提寺となる。荘園領主：藤原九條家の息のかかった寺院であり、地頭大見氏の厚い庇護のもと、山を階段状に切り崩し整地して本坊のほか、四院三十二坊がある壮大な寺院となっていく。現在の出湯温泉の階段状の地形はこの頃に形成された。当時は現在の出湯温泉地内は全て寺院が立ち並び、僧侶以外の村民は現在の出湯駐在所後方のあたりに集落をかまえていた。
- 1230年頃 - 無関普門禅師（大明国師）来村。無関普門が幼年期過ごした村松町：正円寺僧：寂円は大見氏の出であり寂円は叔父に当る。当時の寺主 本智和尚無関普門禅師の聡明さに驚きその席を譲る。
- 1283年 弘安6年 - 「越後文書：行定書状」のなかでは出湯温泉は「温川条」と呼ばれていた。
- 永仁5年 - 在銘経筒 1759年出湯 薬師堂近くより出土。（現在所在不明）
- 永仁7年 - 「南無阿弥陀仏名号板碑」宗祖一遍流の草書体に書かれた板碑にみる日本最古のもの。
- 正安元年 - 在銘経筒1963年 出土。蓮台野（現：出湯温泉南側）より多数の鎌倉様式石仏群発見。その数体は北方文化博物館にも展示されている。
- 1238年 - 北越風魔 暦仁の大火災
- 1300年頃 - 目洗沢（現華報寺の南側）高阿廟址とよばれる礼拝所と在銘の出土品が明治39年発見。県指定文化財。寺伝記がこの頃残される。「白河庄」の地頭 大見氏は水原氏，安田氏、山浦氏に分家しそれぞれの地頭をおく。
- 南北朝時代 - 鎌倉幕府の衰退と共に大見氏の勢力が減少し、壮大な寺院を誇った海満寺も減少していく。
- 室町時代：文明九年（1477） - 村上市の耕雲寺六世大庵梵守和尚、荒廃していた「海満寺を再興し「華報寺」と名称を改める。
- 江戸時代初期頃 - 海満寺の衰退に乗じて村下にいた住民が寺湯近くへ移動し住処を構える。
- 宝永4年（1707） - 出湯には華報寺のほか十四軒の住民がいた記録があり「清廣館（せいこうかん）」など民宿的な宿をしていたようである。
- 安永7年5月（1778） - 温泉税（現在の入湯税）の支払いが行われた。江戸期は天領（徳川幕府直轄地）。
- 1835年 - 華報寺門前に旅籠が軒を連ね門前町の様相の温泉街ができる。国道290号からの現在の温泉街入り口通りもこの頃できる。弘法大師ゆかりの温泉として多くの湯治客で賑わいを見せる。
- 明治初期 - 天領（徳川幕府直轄地）が払下げられ、源泉の周りの7軒が「七軒衆（しちけんしゅう）」と称し源泉の持ち主となる。七軒衆の内、一番公共性があることから華報寺が湯屋を管理することとなる。
- 明治14年 - 華報寺寺湯改築。「漲泉窟」とよばれ木造の西洋舘つくりの、当時としては、しゃれた作りであった。「角屋」「白根屋」が寺湯となりに移り本格的な宿の形態を造る。
- 明治14年 - 浴場改修工事時に温泉井戸（現：華報寺共同浴場源泉）より鎌倉様式銅製仏像、仏具、唐銭など出土。
- 明治16年 - 旅館一覧 十二軒。・川上貞吉・甚右衛門・熊太郎・小林兵吉・清野善四郎・善兵衛・辰右衛門・太郎右衛門・徳右衛門・福蔵（五十音順）
- 明治17年 - 目洗場の源泉を使い天然病院「洞春舘（どうしゅんかん）」開業。その1棟は戦時中「清廣館」と共に陸軍病院として使われた。
- 大正8年 - フォード社のオープンカーで水原 - 出湯温泉・村杉温泉までバスを走らせる。新潟県で2番目の乗合バスであった。
- 昭和8年 - 旅館一覧 十四軒：荒木や・大石屋（おおいしや）・角屋（かどや/現・廃業）・兼清（かねせい/現・清廣館）・唐橋屋（からはしや/現・廃業）・川上イト（現・廃業）・清水屋（しみずや/現・廃業）・白根屋（しろねや/現・廃業）・石水屋（せきすいてい/現・廃業）・珍生舘（ちんせいかん）・洞春舘（現・廃業）・中喜屋（なかきや）・みなもとや（現・廃業）（五十音順）
- 昭和28年 - 株式会社出湯温泉発足。新たに源泉を温泉掘削し共同浴場を新設。（現：新湯共同浴場）
- 昭和35年 - 40年代 - 数カ所で温泉掘削。これにより源泉所有の温泉旅館が増える。
- 昭和45年 - 50年頃 - 芸者置屋の数が県下で2番目の多さとなるが、となりの月岡温泉の近代化 を横目に観光開発も無くのんびりとした田舎の温泉として主に地元客中心の経営であった。
- 昭和54年 - 新たに7つの源泉井戸が新潟県より「温泉許可」をうける。これにより出湯温泉の源泉は10箇所となる。
- 昭和55年頃 - 旅館一覧：大石屋・五頭山荘（ごずさんそう）・清水屋・新生舘（しんせいかん）・清廣舘・石水亭・中喜屋・葉山（はやま）・弓月（ゆうづき）（五十音順）

## アクセス
2021年時点では以下の通りである。
公共交通
- 羽越本線水原駅前より阿賀野市営バスで約20分、「出湯温泉」（ロータリー）下車[8]。
※新潟駅方面 - 水原（または瓢湖前）は新潟交通観光バスのS9 亀田・横越線も利用でき、JRよりも本数が多い[9]。
- 新宿・池袋より泉観光バス「NETWORK 821便」利用（土曜など特定日のみ運行）、「五頭温泉郷」（うららの森前）下車[10]。「うららの森」は村杉温泉隣にある観光施設であり、そこから出湯温泉までは約2 km。
- 新潟空港から事前予約制バス「月岡温泉・五頭温泉郷周遊ライナー」乗車（新発田城・月岡温泉経由）[11]。

自動車
- 共同の無料駐車場あり[12]。

五頭温泉郷から周辺の観光地へのアクセスには、レンタカーも利用できる。